# اتحادیه مراکز تجارت جهانی
اتحادیه مراکز تجارت جهانی (انگلیسی: World Trade Centers Association) (به اختصار: WTCA) در سال ۱۹۷۰ و پس از تأسیس مرکز تجارت جهانی در نیویورک تأسیس شد. این اتحادیه یک سازمان غیرانتفاعی و غیردولتی بوده و وظیفه آن تأسیس و اداره مراکز تجارت جهانی در سراسر جهان به منظور گسترش تجارت است.
این اتحادیه، متشکل از ۳۲۳ عضو از ۸۹ کشور جهان بوده و به عنوان یک چتر حمایتی غیررسمی، شرکت‌ها و بنگاه‌های دولتی را در راستای تجارت بین‌المللی سازمان‌دهی می‌کند.

## مرکز تجارت جهانی
یک مرکز تجارت جهانی (به انگلیسی: World Trade Center) (به اختصار: WTC) عبارت است از یک ساختمان یا بیشتر یا یک سازمان که آژانس‌های تجاری و بازرگانی بخش‌های دولتی و خصوصی که با تجارت بین‌المللی مرتبط می‌باشند، را دور هم جمع می‌کند تا خدمات اساسی تجاری را برای آنها فراهم نموده و موجب تحرک و رونق اقتصادی منطقه‌ای گردد. یک WTC تمامی خدماتی را که با بازرگانی جامع و جهانی مرتبط می‌باشند در زیر یک سقف قرار می‌دهد. آدرس یک WTC حد کمال تجارت را عرضه نموده و امکان دسترسی ممتد و آشکار را به تمامی سرویس‌ها، سازمان‌ها و شخصیت‌های حقیقی و حقوقی مهم در تجارت جهانی را ارائه می‌نماید. یک مرکز تجارت جهانی در هر شهر یک مرکز خرید تجاری (Business Shopping Center) است که به عنوان مکمل مراکز ارائه کننده خدمات بازرگانی، موسسات خصوصی و دولتی ایجاد می‌گردد.
هدف یک مرکز تجارت جهانی در اختیار قرار دادن کلیه اطلاعات ممکن تجاری در زمان‌های لازم و با هماهنگی‌های لازم است. صادرات شرکت‌ها به دلیل دسترسی سریع و مطمئن آنها به بدنه کارشناسی قوی و قابل ملاحظه و انرژی تولید شده توسط بازار متحرک حاصل از فعالیت‌های تجاری بین‌المللی افزایش می‌یابد.

## تاریخچه اتحادیه مراکز تجارت جهانی
WTCA در سال ۱۹۷۰ برای دور هم جمع کردن صادرکنندگان، واردکنندگان و ارائه کنندگان خدمات بازرگانی تأسیس گردید. اولین هسته‌های حرکت بین‌المللی در سال ۱۹۷۰ زمانی آغاز به فعالیت نمود که اولین پایه‌گذاران مراکز تجارت جهانی هوستون، نیواورلئان، نیویورک و توکیو و تعدادی از هواخواهان مرکز تجارت جهانی، اولین بار اتحادیه مراکز تجارت جهانی را تأسیس نمودند.
اتحادیه مراکز تجارت جهانی (WTCA) یک اتحادیه غیر انتقاعی، غیر سیاسی است که موضوعات مرتبط با WTC را تغذیه نموده و برنامه‌های همکاری مابین مراکز تجارت جهانی در سطح جهان را توسعه می‌دهد. بیش از ۷۵۰،۰۰۰ شرکت توسط اعضای WTCA در سطح جهان با همدیگر مرتبط می‌باشند.

## امکانات و خدمات اعضای WTC
یک مرکز تجارت جهانی خدمات و امکانات وسیعی برای اعضاء و وابستگان به خود فراهم می‌نماید. با توجه به اینکه سرویس‌های WTC دوطرفه است، اعضاء می‌توانند با ارتباط مابین خود و کلیه مراکز تجارت جهانی در اقصا نقاط جهان به این سرویس‌ها دست یابند. سرویس‌ها و امکانات مشتمل بر آن‌هایی است که جهت توسعه بازارهای بین‌المللی به شرکت‌های وابسته خود ارائه می‌نماید.

## اطلاعات تجاری و تحقیقات بازار
مراکز تجارت جهانی در سرتاسر دنیا، اطلاعات مربوط به منطقه خود را مشتمل به تولیدات محلی، خدمات منطقه‌ای، شرایط بازار، قوانین و مقررات دولتی و فرهنگ تجارت و بازرگانی را در اختیار همدیگر قرار می‌دهند. مراکز تجارت جهانی جزئیات پروفیل ارتباطات تجاری منطقه‌ای، مشتمل بر تولید کنندگان، توزیع کنندگان و ارائه دهندگان خدمات را فراهم می‌نمایند. آنها تحقیقات بازار را برای نیازهای خاص نیز انجام می‌دهند.